# 北九州市立高槻小学校
北九州市立高槻小学校（きたきゅうしゅうしりつ たかつきしょうがっこう）は、福岡県北九州市八幡東区中畑二丁目にある公立小学校。

## 教育目標
「心豊かで 自ら学ぶ　たくましい子どもの育成」

## 歴史
- 1944年（昭和19年） - 「高槻国民学校」として宮の町二丁目1060番地に開校する。槻田、大蔵両校より児童が分離した。
- 1947年（昭和22年） - 「八幡市立高槻小学校」と改称する。
- 1949年（昭和24年） - 新校舎に移転を開始。
- 1955年（昭和30年） - 旧校舎より移転が完了し、正式に高槻小学校として発足。
- 1956年（昭和31年） - 旧校舎跡の整備が完了する。
- 1957年（昭和32年） - 祝町小学校が新設され、一部の生徒が転出する。プールが竣工する。
- 1962年（昭和37年） - 講堂が落成する。
- 1970年（昭和45年） - 高槻校相撲場建設委員会によって相撲場が寄贈される。
- 1971年（昭和46年） - 交通公園が完成する。
- 1979年（昭和54年） - 体育館が落成する。
- 1984年（昭和59年） - 窯場が新設される。
- 1989年（平成元年） - 多目的教室を設置。
- 1990年（平成2年） - 人工川改修工事。
- 1991年（平成3年） - 校舎改修工事完成、B棟3階オープンルーム完成。
- 1994年（平成6年） - 創立50周年を迎える。

## 交通
- バス

「高槻小」が最寄。
- 電車

スペースワールド駅が最寄。

## 年間行事
- 4月 入学式
- 5月 運動会
- 6月 修学旅行
- 7月 天文学習（4年）
- 9月 自然教室
- 10月 遠足、陸上記録会（6年）、学習発表会
- 11月 心の劇場、連合音楽会
- 3月 卒業式

## 周辺施設
- 九州ゴルフ倶楽部
- 八幡東ニュータウン
- 山路みどりヶ丘団地